# 십육심
16심(十六心, 산스크리트어: ṣoḍaśa-citta, ṣoḍaśa-cittaka, 영어: sixteen mental states), 16찰나의 마음, 열여섯 마음 또는 견도 16심(見道十六心) 은 견도 · 수도 · 무학도의 3도 가운데 견도(見道)의 총 기간에 해당하는 16찰나(十六刹那)를 말한다. 찰나(刹那)를 심(心: 마음)이라고 한 것은 마음은 유위법이므로 찰나마다 생멸 · 상속하는데, 원인과 결과의 법칙 즉 유전연기와 환멸연기의 연기법에 따라 마음은 각 찰나에서 지혜[慧]라는 마음작용(심소법)과 상응하기도 하고 번뇌(煩惱)라는 마음작용(심소법)과 상응하기도 하기 때문이다. 견도는 인내[忍]하는 예비적 수행 즉 범부위(3현위와 4선근위)의 수행 끝에 마침내 범부의 마음이 16찰나에 걸쳐 16가지 지혜[慧], 즉 8인(八忍) · 8지(八智)와 상응함으로써 모든 견혹(見惑) 즉 모든 이지적인 번뇌들, 달리 말하면, 후천적으로 습득한 그릇된 앎에 의해 일어나는[分別起] 모든 견해성[見]의 번뇌[惑]들을 제거하여 범부의 상태를 벗어나 성인의 지위에 오르게 하는 것이기 때문에 16심이라고 한다.
참고로, 불교에서 지혜[慧] 즉 혜(慧)는 인(忍) · 지(智) · 각(覺) · 관(觀) · 견(見: 여기서는 정견을 말함) 등을 포괄하는 개념이다. 이 가운데 인(忍, 산스크리트어: ksānti, 영어: perseverance)의 산스크리트어 원어 크샨티(ksānti)와 한자어 인(忍) 모두의 문자 그대로의 뜻이 인내(忍耐: 참고 견딤) 또는 인욕(忍辱: 욕됨을 참음, 자신의 저열한 상태를 참음, 자신의 유루의 상태를 참음)인데, 인내에 의해 나타나는 지혜라는 의미에서, 즉, 무루의 지혜가 없거나 적은 상태에서(견도의 경우에는, 오직 유루의 지혜만이 있는 상태에서) 인내하면서 닦아온 수행의 결과로서 마침내 나타나는 또는 계합하게 되는 (견도의 경우에는, 최초의) 무루의 지혜라는 의미에서 인(忍)이라고 한다.
16심(十六心)은 다음의 분류 또는 체계에 속한다.
- 부파불교와 대승불교의 수행론에서, 불과(佛果)의 증득과 직접적으로 관련된 34심(三十四心) 즉 8인(八忍) · 8지(八智) · 9무간도(九無間道) · 9해탈도(九解脫道)의 34심단결성도(三十四心斷結成道) 가운데 8인과 8지에 해당한다.[4][5][6][7]
- 부파불교와 대승불교를 모두 포함한 불교 일반에서 인정하는 수행계위 또는 수행체계인 견도 · 수도 · 무학도의 3도에서 견도(見道)의  총 기간에 해당하는 아주 짧은 순간인 16찰나(十六刹那)를 말한다.[8][9][10] 8인8지(八忍八智) 또는 8인8관(八忍八觀)이라고도 하는데, 여기서 관(觀)은 현관(現觀)을 뜻한다.[11][12][13]
- 부파불교와 대승불교의 수행론과 인과론에서 8인(八忍, 산스크리트어: aṣṭa-kṣānti, 영어: eight kinds of tolerance[14])은 8지(八智, 산스크리트어: aṣṭa-jñāna, aṣṭau jñānāni, 영어: eight kinds of cognition[15])의 무간의 원인[無間因]이며 8지는 8인의 무간의 결과[無間果]이다.[16][17] 번뇌로부터 해탈(벗어남)하는 수행과정 일반을 도(道) 즉 인과관계 또는 유리(遊履) · 통입(通入)의 측면에서 4단계로 나눈 가행도(加行道) · 무간도(無間道) · 해탈도(解脫道) · 승진도(勝進道)의 4도(四道)에서 8인은 무간도에 속하며, 8지는 해탈도에 속한다.[18][19][20]
- 부파불교와 대승불교의 번뇌론과 수행론에서, 모든 번뇌를 견혹(見惑)과 수혹(修惑)으로 나눌 때 견혹을  모두 끊는 단계이다.[21][22]
- 달리 말하면, 부파불교의 설일체유부의 번뇌론에서, 3계(三界) 5부(五部)의 번뇌들 가운데 3계의 견소단(견혹)을 모두 끊는 단계이다.[23][24][25]
- 달리 말하면, 부파불교의 설일체유부의 번뇌론에서, 총 98수면(九十八隨眠) 즉 98사(九十八使) 즉 98근본번뇌 가운데 10가지의 수소단(수혹)을 제외한 88가지의 견소단(견혹)의 수면(隨眠, 근본번뇌), 즉 88사(八十八使: 자신을 부려온 88가지 근본번뇌)를 모두 끊는 단계이다.[22][26]
- 달리 말하면, 대승불교의 유식유가행파의 번뇌론에서, 3계(三界)의 모든 분별기(分別起) · 구생기(俱生起) 번뇌들 가운데, 분별기 번뇌를 모두 끊는 단계이다.[27][28][29][30]
- 달리 말하면, 대승불교의 유식유가행파의 번뇌론에서, 총 128근본번뇌(一二八根本煩惱) 가운데 모든 견혹, 즉 모든 분별기(分別起), 즉 모든 견소단의 근본번뇌, 즉 112근본번뇌(一百十二根本煩惱)를 모두 끊는 단계이다.[22][31][32][33]

## 4제현관
견도(見道)의 16심(十六心) 즉 16찰나는 '언어 · 문자 · 관념 또는 개념의 개입 없이 무루지로써 4성제를 바로[直接] 면전에서 보는 상태'인 4제현관(四諦現觀)이 일어나는 순간이다.
4제현관(四諦現觀)은 성제현관(聖諦現觀)이라고도 하는데, 부파불교의 교학에 따르면, 4제현관은 고제현관(苦諦現觀) · 집제현관(集諦現觀) · 멸제현관(滅諦現觀) · 도제현관(道諦現觀)을 통칭하는 말이다. 엄격히 말하면, 현관(現觀)은 '진리[諦]를 직접적으로 보고 있는 상태'만을 의미하지만 대승불교의 6현관 등의 교의에서 보듯이 현관은 '진리[諦]를 직접적으로 보고 있는 상태'를 가능하게 하는 수행도 또한 의미한다. 이하의 내용에서의 현관은 '진리[諦]를 직접적으로 보고 있는 상태'를 의미한다.
고제현관(苦諦現觀)은 고제(苦諦)에 대해 미혹하게 하는 번뇌를 실제로 끊는 지혜인 고지인(苦智忍)과 그 번뇌가 끊어진 해탈의 상태에서 고제를 직접적으로 면전에서 보고 있는 상태인 고지(苦智)를 통칭한다. 고제현관에는 욕계의 고제현관과 '색계 · 무색계'의 상2계(上二界)의 고제현관의 2가지가 있다.
색계 · 무색계의 상2계의 견혹은 그 모두가 한꺼번에 끊어지기 때문에 색계의 고제현관과 무색계의 고제현관으로 2가지가 있는 것이 아니라 '상2계의 고제현관'이라는 1가지만이 있다. 그리고 고지인(苦智忍) 등의 인(忍)이라는 지혜[慧]가 현행하는 찰나(刹那)에 그것에 의해 해당 번뇌가 실제로 끊어지고, 이것이 원인이 되어 '무간(無間)으로' 즉 '바로 다음 찰나에' 해당 번뇌가 끊어진 상태임을 확정[決擇]하는 고지(苦智) 등의 지(智)라는 지혜[慧]가 결과로서 현행한다. 말하자면, 지(智)는 해당 번뇌로부터 해탈된 상태 즉 벗어난 상태에서 해당 진리[諦]를 보는 것으로, 번뇌라는 가리개 없이 직접적으로 면전에서 보는 것이므로 현관(現觀)이라고 한다. 하지만, 번뇌가 끊어지지 않고서는 이것은 불가능하므로 해당 번뇌를 실제로 끊는 인(忍)도 현관(現觀)이라고 한다. 따라서, 1찰나의 인(忍)과 1찰나의 지(智)에 의해 현관이 이루어지므로, 고제현관은 시간의 길이로는 단 2찰나의 아주 짧은 순간이다. 그리고 욕계의 고제현관이 있고 상2계의 고제현관이 있으므로 고제현관의 총 시간은 단 4찰나(四刹那)이다. 이 4찰나를 전통적인 표현으로 4심(四心)이라고 한다.
그리고, 이러한 인(忍)과 지(智)와 같은 무간(無間)의 인과관계를 가리켜 원인이 되는 전자를 전통적인 용어로 무간인(無間因) 또는 무간의 원인이라고 하고, 결과가 되는 후자를 무간과(無間果) 또는 무간의 결과라고 한다.
한편, 불교에서는 번뇌로부터 해탈(벗어남)하는 수행과정 일반을 도(道) 즉 인과관계 또는 유리(遊履: 배움, 수행) · 통입(通入: 위의 단계로 들어감)의 측면에서 4단계로 나누어서 가행도(加行道) · 무간도(無間道) · 해탈도(解脫道) · 승진도(勝進道)의 4도(四道)로 구분한다. 가행도는 해당하는 번뇌를 끊기 위한 예비 과정으로서의 단계로서 다음 단계인 무간도의 원인이 된다. 무간도는 가행도의 결과로서 나타나는 단계이고, 실제로 해당 번뇌를 끊는 단계이며, 다음 단계인 해탈도의 무간의 원인이 된다. 해탈도는 무간도의 무간의 결과로서 나타나는 단계이고, 번뇌를 벗어난 상태에서 해당하는 진리를 번뇌라는 가리개 없이 바로[直接] 보는 단계이며, 다음 단계인 승진도의 원인이 되는 단계이다. 승진도는 해탈도의 결과로서 획득되는 단계이고, 뛰어난 수행으로 해탈 즉 '번뇌로부터 벗어난 상태'를 더욱 견고하고 원만하게 하여 해당 번뇌로부터의 해탈을 완성시키는 단계이다. 이와 같은 4도(四道)의 구분에서 고지인(苦智忍) 등의 인(忍)은 무간도에 속하며, 고지(苦智) 등의 지(智)는 해탈도에 속한다.
집제현관 · 멸제현관 · 도제현관도 고제현관의 경우와 마찬가지인데, 구체적으로 기술하면 다음과 같다.
집제현관(集諦現觀)은 집제(集諦)에 대해 미혹하게 하는 번뇌를 실제로 끊는 지혜인 집지인(集智忍)과 그 번뇌가 끊어진 해탈의 상태에서 집제를 직접적으로 면전에서 보고 있는 상태인 집지(集智)를 통칭한다. 집제현관에는 욕계의 집제현관과 '색계 · 무색계'의 상2계(上二界)의 집제현관의 2가지가 있다. 욕계의 집제현관에 2찰나, 상2계의 집제현관에 2찰나가 소요되므로, 집제현관의 총 시간은 4찰나(四刹那) 즉 4심(四心)이다.
멸제현관(滅諦現觀)은 멸제(滅諦)에 대해 미혹하게 하는 번뇌를 실제로 끊는 지혜인 멸지인(滅智忍)과 그 번뇌가 끊어진 해탈의 상태에서 멸제를 직접적으로 면전에서 보고 있는 상태인 멸지(滅智)를 통칭한다. 집제현관에는 욕계의 멸제현관과 '색계 · 무색계'의 상2계(上二界)의 멸제현관의 2가지가 있다. 욕계의 멸제현관에 2찰나, 상2계의 멸제현관에 2찰나가 소요되므로, 멸제현관의 총 시간은 4찰나(四刹那) 즉 4심(四心)이다.
도제현관(道諦現觀)은 멸제(道諦)에 대해 미혹하게 하는 번뇌를 실제로 끊는 지혜인 도지인(道智忍)과 그 번뇌가 끊어진 해탈의 상태에서 도제를 직접적으로 면전에서 보고 있는 상태인 도지(道智)를 통칭한다. 집제현관에는 욕계의 도제현관과 '색계 · 무색계'의 상2계(上二界)의 도제현관의 2가지가 있다. 욕계의 도제현관에 2찰나, 상2계의 도제현관에 2찰나가 소요되므로, 도제현관의 총 시간은 4찰나(四刹那) 즉 4심(四心)이다.
이상과 같이 하여, 4제현관(四諦現觀)은 비록 이것이 일어나기 위한 예비 과정은 아주 긴 시간이 들었을지라도 실제로 이것이 이루어지는 시간은 총 16찰나(十六刹那)라는 아주 짧은 시간이며, 이를 16심(十六心)이라고 한다. 또한 고제현관 · 집제현관 · 멸제현관 · 도제현관의 각각에서 2가지 인(忍)과 2가지 지(智)가 있으므로,  4제현관 전체로는 8가지의 인(忍)과 8가지의 지(智)가 있게 되고 이들을 통칭하여 8인8지(八忍八智) 또는 8인8관(八忍八觀)이라고 한다. 부파불교의 수행론에서 8인8지의 각각에는 별도의 명칭이 부여되어 있으며, 대승불교에서도 그 명칭을 그대로 사용하고 있다.
《대지도론》 제2권에 따르면, 견도의 16찰나는 아주 짧은 순간이기 때문에 완전한 깨달음에 도달한 존재인 부처나 여래의 지혜가 아니면 16찰나의 변화를 인지하지 못한다. 또한, 《대지도론》 제2권에 따르면,  여래10호 가운데 하나인 명행구족(明行具足) 또는 명행족(明行足)에서의 '명(明: 밝음)'에는 견도의 16찰나의 변화 등도 능히 안다는 의미가 들어있다.

## 16심 (8인8지)
《입아비달마론》 하권, 《대비바사론》 제78권, 《구사론》 제19권, 《좌선삼매경》 하권 등에 따르면, 16심(十六心) 즉 8인8지(八忍八智)의 각각은 아래 목록에 나타난 명칭을 가지며, 또한 아래 목록에 나타난 순서로 현행한다. 즉, 고제현관 · 집제현관 · 멸제현관 · 도제현관의 순서로 진행되어 4제현관(四諦現觀) 즉 성제현관(聖諦現觀)이 완료된다. 즉 견도(見道)가 완료된다.
성문의 4향4과와 대비시켜보면, 16심 가운데 제1심인 고법지인(苦法智忍)이 증득될 때 수행자는 예류향 즉 수다원향에 들어가며, 범부의 지위를 벗어나 성인의 지위에 들게 된다. 그리고 곧이어 15찰나가 순식간에 지나가서 제16심인 도류지(道類智)를 증득하면 수행자는 예류과 즉 수다원과를 증득한 상태가 되고, 견도(見道)를 넘어서 그 다음 단계인 수도(修道)를 걸어가게 된다. 예류향과 예류과 사이에는 단지 15찰나의 간격만이 있을 뿐이므로, 사실상 예류향과 예류과는 같은 것이라고 볼 수 있고 이런 점에서 '예류과에 올라 성인이 되었다'라는 식으로 표현한다. 그리고 이 때부터 즉 예류과를 증득한 후부터, 견도에서 증득한 무루지(無漏智) 즉 무루성혜(無漏聖慧)를 바탕으로 하여 길을 나아가는 수도(修道)의 과정이 시작되며, 이러한 이유로 수도(修道)를 진정한 성인의 길 즉 진정한 성도(聖道)라고 할 수 있다. 수도(修道)는 대승불교의 52위의 보살 수행계위에서 10지(十地) 가운데 제2지부터 제10지까지에 해당한다.
아래 목록에서 구역(舊譯)은 구마라습이 한역한 《대지도론》《좌선삼매경》 등에 나오는 용어이다.
- 고제현관
  - (1) 고법지인(苦法智忍, 산스크리트어: duhkhe dharma-jñāna-ksānti)
 구역은 고법인(苦法忍)
 욕계의 견고소단을 끊는 지혜로, 고법지의 무간도이다.
  - (2) 고법지(苦法智, 산스크리트어: duhkhe dharma-jñāna)
 구역도 고법지(苦法智)
 욕계의 고제를 견고소단의 가림없이 보는 지혜로, 고법지인의 해탈도이며, 고지의 일종이고 법지의 일종이다.
  - (3) 고류지인(苦類智忍, 산스크리트어: duhkhe 'nvaya-jñāna-ksānti)
 구역은 고비인(苦比忍)
 색계 · 무색계의 견고소단을 끊는 지혜로, 고류지의 무간도이다.
  - (4) 고류지(苦類智, 산스크리트어: duhkhe 'nvaya-jñāna)
 구역은 고비지(苦比智)
 색계 · 무색계의 고제를 견고소단의 가림없이 보는 지혜로, 고류지인의 해탈도이며, 고지의 일종이고 
 유지의 일종이다.

- 집제현관
  - (5) 집법지인(集法智忍, 산스크리트어: samudaye-dharma-jñāna-ksānti)
 구역은 습법인(習法忍)
 욕계의 견집소단을 끊는 지혜로, 집법지의 무간도이다.
  - (6) 집법지(集法智, 산스크리트어: samudaye dharma-jñāna)
 구역은 습법지(習法智)
 욕계의 집제를 견집소단의 가림없이 보는 지혜로, 집법지인의 해탈도이며, 집지의 일종이고 법지의 일종이다.
  - (7) 집류지인(集類智忍, 산스크리트어: samudaye 'nvaya-jñāna-ksānti)
 구역은 습비인(習比忍)
 색계 · 무색계의 견집소단을 끊는 지혜로, 집류지의 무간도이다.
  - (8) 집류지(集類智, 산스크리트어: samudaye 'nvaya-jñāna)
 구역은 습비지(習比智)
 색계 · 무색계의 집제를 견집소단의 가림없이 보는 지혜로, 집류지인의 해탈도이며, 집지의 일종이고 
 유지의 일종이다.

- 멸제현관
  - (9) 멸법지인(滅法智忍, 산스크리트어: nirodhe dharma-jñāna-ksānti)
 구역은 진법인(盡法忍)
 욕계의 견멸소단을 끊는 지혜로, 멸법지의 무간도이다.
  - (10) 멸법지(滅法智, 산스크리트어: nirodhe dharma-jñāna)
 구역은 진법지(盡法智)
 욕계의 멸제를 견멸소단의 가림없이 보는 지혜로, 멸법지인의 해탈도이며, 멸지의 일종이고 법지의 일종이다.
  - (11) 멸류지인(滅類智忍, 산스크리트어: nirodhe 'nvaya-jñāna-ksānti)
 구역은 진비인(盡比忍)
 색계 · 무색계의 견멸소단을 끊는 지혜로, 멸류지의 무간도이다.
  - (12) 멸류지(滅類智, 산스크리트어: nirodhe 'nvaya-jñāna)
 구역은 진비지(盡比智)
 색계 · 무색계의 멸제를 견멸소단의 가림없이 보는 지혜로, 멸류지인의 해탈도이며, 멸지의 일종이고 
 유지의 일종이다.

- 도제현관
  - (13) 도법지인(道法智忍, 산스크리트어: mārge dharma-jñāna-ksānti)
 구역은 도법인(道法忍)
 욕계의 견도소단을 끊는 지혜로, 도법지의 무간도이다.
  - (14) 도법지(道法智, 산스크리트어: mārge dharma-jñāna)
 구역도 도법지(道法智)
 욕계의 도제를 견도소단의 가림없이 보는 지혜로, 도법지인의 해탈도이며, 도지의 일종이고 법지의 일종이다.
  - (15) 도류지인(道類智忍, 산스크리트어: mārge 'nvaya-jñāna-ksānti)
 구역은 도비인(道比忍)
 색계 · 무색계의 견도소단을 끊는 지혜로, 도류지의 무간도이다.
  - (16) 도류지(道類智, 산스크리트어: mārge 'nvaya-jñāna)
 구역은 도비지(道比智)
 색계 · 무색계의 도제를 견도소단의 가림없이 보는 지혜로, 도류지인의 해탈도이며, 도지의 일종이고 
 유지의 일종이다.

### 고제현관의 4심 (2인2지)

#### (1) 고법지인
고법지인(苦法智忍, 산스크리트어: duhkhe dharma-jñāna-ksānti)

#### (2) 고법지
고법지(苦法智, 산스크리트어: duhkhe dharma-jñāna)

#### (3) 고류지인
고류지인(苦類智忍, 산스크리트어: duhkhe 'nvaya-jñāna-ksānti)

#### (4) 고류지
고류지(苦類智, 산스크리트어: duhkhe 'nvaya-jñāna)

### 집제현관의 4심 (2인2지)

#### (5) 집법지인
집법지인(集法智忍, 산스크리트어: samudaye-dharma-jñāna-ksānti)

#### (6) 집법지
집법지(集法智, 산스크리트어: samudaye dharma-jñāna)

#### (7) 집류지인
집류지인(集類智忍, 산스크리트어: samudaye 'nvaya-jñāna-ksānti)

#### (8) 집류지
집류지(集類智, 산스크리트어: samudaye 'nvaya-jñāna)

### 멸제현관의 4심 (2인2지)

#### (9) 멸법지인
멸법지인(滅法智忍, 산스크리트어: nirodhe dharma-jñāna-ksānti)

#### (10) 멸법지
멸법지(滅法智, 산스크리트어: nirodhe dharma-jñāna)

#### (11) 멸류지인
멸류지인(滅類智忍, 산스크리트어: nirodhe 'nvaya-jñāna-ksānti)

#### (12) 멸류지
멸류지(滅類智, 산스크리트어: nirodhe 'nvaya-jñāna)

### 도제현관의 4심 (2인2지)

#### (13) 도법지인
도법지인(道法智忍, 산스크리트어: mārge dharma-jñāna-ksānti)

#### (14) 도법지
도법지(道法智, 산스크리트어: mārge dharma-jñāna)

#### (15) 도류지인
도류지인(道類智忍, 산스크리트어: mārge 'nvaya-jñāna-ksānti)

#### (16) 도류지
도류지(道類智, 산스크리트어: mārge 'nvaya-jñāna)

## 같이 보기
- 3도: 견도 · 수도 · 무학도
  - 견도: 16심 · 고법지인
  - 무학도: 34심
  - 성문 수행계위: 4향4과
  - 보살 수행계위: 52위
- 현관: 4제현관 · 6현관
- 유루 · 무루
- 번뇌 · 잡염
  - 근본번뇌 · 수면
    - 3근본번뇌 · 6수면 · 7수면 · 10수면
    - 설일체유부의 98근본번뇌
      - 견혹: 설일체유부의 88근본번뇌
      - 수혹: 설일체유부의 10근본번뇌

    - 대승불교 일반의 5주지번뇌와 번뇌장 · 소지장
    - 유식유가행파의 번뇌장 · 소지장
      - 유식유가행파의 128근본번뇌
        - 견혹: 유식유가행파의 112근본번뇌
        - 수혹: 유식유가행파의 16근본번뇌

  - 수번뇌
    - 8전 · 10전 · 6번뇌구

  - 5하분결 · 5상분결
- 유부무기와 불선
  - 유부무기
    - 욕계의 번뇌의 일부 · 색계의 번뇌 · 무색계의 번뇌
    - 4근본번뇌 (말나식의 4번뇌: 아치 · 아견 · 아만 · 아애)

  - 불선 · 악
    - 욕계의 번뇌의 대다수
    - 불선근
    - 5악 · 10악
- 108번뇌
- 9결
- 5개

## 참고 문헌
- 곽철환 (2003). 《시공 불교사전》. 시공사 / 네이버 지식백과. |title=에 외부 링크가 있음 (도움말)
- 구마라습 한역, 차차석 번역 (K.991, T.614). 《좌선삼매경》. 한글대장경 검색시스템 - 전자불전연구소 / 동국역경원. K.991(30-128), T.614(15-269). |title=에 외부 링크가 있음 (도움말)
- 권오민 (2003). 《아비달마불교》. 민족사.
- 오백 아라한 지음, 현장 한역, 송성수 번역 (K.952, T.1545). 《아비달마대비바사론》. 한글대장경 검색시스템 - 전자불전연구소 / 동국역경원. K.952(26-1,27-1), T.1545(27-1). |title=에 외부 링크가 있음 (도움말)
- 용수 지음, 구마라습 한역, 김성구 번역 (K.549, T.1509). 《대지도론》. 한글대장경 검색시스템 - 전자불전연구소 / 동국역경원. K.549(14-493), T.1509(25-57). |title=에 외부 링크가 있음 (도움말)
- 운허.  동국역경원 편집, 편집. 《불교 사전》. |title=에 외부 링크가 있음 (도움말)
- (영어) DDB. 《Digital Dictionary of Buddhism (電子佛教辭典)》. Edited by A. Charles Muller. |title=에 외부 링크가 있음 (도움말)
- (중국어) 구마라습 한역 (T.614). 《좌선삼매경(坐禪三昧經)》. 대정신수대장경. T15, No. 614, CBETA. |title=에 외부 링크가 있음 (도움말)}
- (중국어) 佛門網. 《佛學辭典(불학사전)》. |title=에 외부 링크가 있음 (도움말)
- (중국어) 색건타라 조, 현장 한역 (T.1554). 《입아비달마론(入阿毘達磨論)》. 대정신수대장경. T28, No. 1554, CBETA. |title=에 외부 링크가 있음 (도움말)}
- (중국어) 星雲. 《佛光大辭典(불광대사전)》 3판. |title=에 외부 링크가 있음 (도움말)
- (중국어) 오백 아라한 조, 현장 한역 (T.1545). 《아비달마대비바사론(阿毘達磨大毘婆沙論)》. 대정신수대장경. T27, No. 1545, CBETA. |title=에 외부 링크가 있음 (도움말)
- (중국어) 용수 조, 구마라습 한역 (T.1509). 《대지도론(大智度論)》. 대정신수대장경. T25, No. 1509, CBETA. |title=에 외부 링크가 있음 (도움말)}